# Schausiades almothes
Schausiades almothes är en fjärilsart som beskrevs av William Schaus 1928. Schausiades almothes ingår i släktet Schausiades och familjen tandspinnare. Inga underarter finns listade.